# Скадарско језеро
Скадарско језеро је највеће језеро у Црној Гори и на Балканском полуострву, површине 369,7 km² (од тога Црној Гори припада 221,8, а Албанији 147,9 km²). Дужина му је од Врањине до Скадра 40 km, а ширина на неким мјестима 14 km. Дубина од 4 до 6 метара, а све даље што се иде ка западноме бријегу још је већа. Према годишњим добима мијења величину, а воде прима из много ријека. Отиче ријеком Бојаном у Јадранско море.
Језеро је пуно острва и полуострва на којима се налазе трагови историје и вриједна културна баштина: Жабљак (15. в.) - пријестоница некадашње Зете, Лесендро - тврђава на стијени усред језера, тврђава Грможур. Бистра вода и очувани амбијент омогућили су развој изузетно богатог екосистема. Ово је једино станиште пеликана на југу Европе.
На обали језера налази се мали градић - Ријека Црнојевића. У близини су остаци града Обода гдје је била смјештена штампарија у којој је 1494. године штампана прва књига у овом дијелу Европе Октоих.

## Сливно подручје
Скадарско језеро је изоловано од већих ријечних токова, па је фауна доста малобројна (у неколико родова, нарочито шаранских фамилија, заступљена је само по једна врста). Ријека Морача, са притоком Зетом (улива се у Морачу 2 km сјеверно од Подгорице) и неколико мањих, повремених притока - основни су водоток сливног подручја Скадарског језера. Ове воде насељене су салмонидним и циприндиним рибама, а у доњем току ријеке Мораче и Језеру доминирају шаранске рибе. За фауну Скадарског слива карактеристичан је већи број ендемских врста и одсуство знатног броја рибљих врста распрострањених у водама сјеверног дијела Црне Горе.

## Попис врста риба
Сарадници Станице за рибарство СРЦГ, чије је резултате објавио др. Ђорђије Дрецун, сачинили су први потпунији попис врста риба у Скадарском језеру:
- Атлантска јесетра
- Јадранска јесетра
- Кубла, сврага, лојка, чепа
- Поточна пастрмка
- Калифорнијска пастрмка
- Струн (Salmo dentex)
- Пастрмка главатица (Salmo marmoratus)
- Липљен, зетска мекоусна (Salmothumys obtusiostris zetensis)
- Липљен (Морача) (Thymallus thymallus)
- Брона, жутаљ, масница
- Брцак, шарадан
- Морачка јелшовка,
- Лола, плотица, пешкељ (Skardinus erythrophthalmus scardafa)
- Гаовица, гагица, пиор, зеленак
- Скобаљ (Scondrostoma kneri)
- Кркуша, ћупка (Gobio gobio)
- Поточна мрена (Barbus meridionalis)
- Укљева (Alburnus alburnus alborella)
- Укљева, писка, гомуша (Alburnoides bipunctatus)
- Ропица, гавачица
- Крап
- Бркица (Nemachilus barbatulus)
- Вијун (Cobitis taenia))
- Јегуља (Anguilla anguilla)
- Бодоња
- Скакавица, ципол, главаш (Mugil cephalus)
- Скакавица – ципол балавац (Mugil ramada)
- Леврек, лубин (Morone labrax)
- Главочац водењак
- Горица, пас риба, ријечна слингурица
- Полуриба
- Гамбузија
- Толстолобик бели (Hipopothalmichtys molitrix)
- Толстолобик сиви (Aristichthus nobilis)
- Бели амур (Ctenopharyngodon ideala)
- Сребрни караш (Carassius auralus gibelio)
- Амурски чебачек
- Црна амурска деверика
- Амерички сомић
- Гргеч (Perca flesus fluviatilis)
- Пљоснатица, шиљоглавка (Citharus liguatula)

## Култура
Окружено кречњачким планинама, мочварама, каменитим обалама, нетакнутим шумама и пјешчаним плажама, језеро је препуно живог свијета, али и веома живих историја. Док легенда каже да је настала за једну ноћ када је млада невјеста, обрадована повратком мужа из рата заборавила да затвори чесму, права прича о постању језера је још чудноватија. Све до 1858. године било је само бара који је народ називао Велико блато. Тада је, након јаког потреса, ријека Дрим из албанских планина сручила на ушће Бојане толико пијеска и муља да се корито помјерило, а из оне баре је настало највеће језеро на Балкану.
Прије Другог свјетског рата било је идеја да се језеро регулише како би се добила обрадива површина која би могла "исхранити Црну Гору".

### Црнојевићи и Балшићи
Осим изузетне и раскошне природе, Скадарско језеро обилује и споменицима културе, завјетним црквама и манастирима још из средњег вијека, које су градиле зетске династије Црнојевићи и Балшићи. Некада их је било више од двадесет, па се овај крај назива и Зетска Света Гора. Сва та мјеста су играла веома значајну улогу у културном животу и историји црногорског народа, а удомила су се у процјепу између густих планина које хрле у вјечни загрљај Јадранском мору, на језеру који у свом кориту чува највећу резерву слатке воде у Европи. Захваљујући Митрополији Црногорско-приморској, десетак манастира и данас је у функцији.
На јужној, разуђеној страни, Балшићи су на острвима подигли три манастира.

###### Старчево
Најстарији међу њима почео је да живи 1376. године, а посвећен је Успењу Богородице. Налази се на острву Старчева горица, а зове се једноставно манастир Старчево. Оснивање се везује за старца Макарија који је као испосник живио на острвцу и оно је њему добило име. Комплекс се састоји од цркве, конака помоћних објеката, зида са капијом и тераса. Био је средиште писмености кроз дуго деценија. Испред цркве Богородици налази се гроб штампара Божидара Вуковића Подгоричанина. Интересантно је да је празан.

###### Бешка и Острос
На највећем острву Бешки налази се истоимени манастир који има двије цркве посвећене Светом Ђорђу и Светој Богородици. Темељи су ударени у 14. вијеку, највјероватније под покровитељством Ђурђа Стратимировић Балшића. Ктиторка мање цркве била је Јелена Балшић, која почива у крипти. На Бешкој је и трећи манастир, Морачник, који је изградио Балша почетком 15. вијека. Опасан је каменом оградом са монументалном капијом. Насупрот овим острвима, на обали у близини села Острос налазе се остаци Манастира Пречисте Богородице Крајинске. Чувен је по цркви подигнутој још у 10. вијеку када је описана у љетопису попа Дукљанина. Некада се у околини налазила пријестоница кнеза Владимира. И западни дио језера обилује културно-историјском баштином концентрисаном углавном около већих насеља Ријеке Црнојевића, Жабљака Црнојевића, Врањине, Вирпазара.

###### Ком
На Одринској гори која у одређено доба године постаје острво, налази се манастир Ком. У сушним периодима до њега је могуће стићи пјешачким стазама кроз маховину, а при нормалном или високом водостају може се доћи само чуном, како овдје зову бродице. То је добра прилика и за посматрање птица директно са језера. Ком је сазидан почетком 15. вијека као задужбина Ђурђа и Љеша Црнојевића и архитектонски се разликује од осталих објеката, а из непосредног окружења пружа се предиван поглед на језеро.

###### Врањина
На највећем острву смјештен је манастир Врањина, намјењен Светом Николи. Од некадашње три цркве остала је само једна. Врањину је створио Иларион први епископ Зетски, почетком 13. вијека.
У црмничким селима Горњи и Доњи Брчели налазе се истоимени манастири. Горње је у 13. вијеку основао владика Данило као своју зимску резиденцију. Ту је и црква посвећена Покрову Богородице. Доњи Брчели настали су у 15. вијеку под покровитељством Јелене Балшић. У манастиру је убијен и сахрањен Шћепан Мали.
На 2 km од Вирпазара, у селу Орахово, налази се манастир Светог Николе. Иако нема прецизних података о ктитору, претпоставља се да је за њега заслужна Јелена Балшић. Постоји још један манастир посвећен Светом Николи. Смјештен је у близини Ријеке Црнојевића у Ободу, некадашњем сједишту Зетских митрополита и мјесту у којем је крајем 15. вијека основана прва ћирилична штампарија у Јужних Словена.
За књижевну атмосферу и културне прилике у Зети 15. вијека, за духовност и оно што се одвијало иза зидова манастира и дворова земље по којој су Турци већ крстарили, рукопис "Горички зборник" је врло карактеристичан. Од посебног је интереса што садржај дјела обухвата књижевни израз два лица из различитих друштвених средина, али са идентичним преокупацијама и естетским доживљајем, једним владаром и једним монахом. То је преписка Јелене Балшић и старца Николе Јерусалимца, монаха и њеног духовника који је написао велику књигу пуну свјетовних знања. Како свједочи зборник, на свим острвима Скадарског језера живило се на строг начин. Јелена је у Зети боравила од удаје за Ђурђа до 1386. године до дана смрти. Суочена са поразом војске свога оца на Косову, а затим и смрти мужа 1403, Јелена је помислила да се замонаши као што је учинила Милица Милица, али је њен син још био малољетан и морала је да му помогне у управљању државом. По угледу на своје свете претке из лозе Немањића, имајући пред собом успомену на монахињу и књижевницу каква је била Јефимија, пожељела је да обнови цркве које су уништене током разних оружаних сукоба. Јелена је у великој мјери заслужна за настанак Зетског Атоса.

## Галерија
- Скадарско језеро 1920. године
- Острво и тврђава Грможур
- Лесендро
- Језерске жупе XI вијека.
- Диоклитијско језеро у XI вијеку.